# Liborio Wagner
Liborio Wagner fue un sacerdote y religioso de la Compañía de Jesús, beato de la Iglesia católica, converso del protestantismo y asesinado por los protestantes en Hungría durante la Guerra de los Treinta Años.

## Biografía
Nació en 1593 en Mühlhausen, ciudad reichsunmittelbar alemana perteneciente a la diócesis de Würzburg, en el seno de una familia luterana. Estudió la carrera de  humanidades en su localidad natal y a los 20 años realizó sus estudios superiores en Leipzig, Gotha y Estrasburgo. Obtuvo el magisterio a los 28 años, en 1617. En 1622 regresó a Würzburg y entró en contacto con la Compañía de Jesús. Influenciado por los jesuitas, se convirtió al catolicismo, abandonando previamente a sus padres, que no querían que su hijo se hiciera católico, y fue ordenado sacerdote en 1625.
Trabajó primero en Hartheim durante un año como coadjutor. En 1626 se trasladó a Altenmünster-Sulzdorf como párroco, cargo que tuvo hasta su muerte. Como párroco procuró atraer a muchos al catolicismo y lo consiguió, ya que era un buen orador.

## Martirio
La guerra de los Treinta Años hizo que se agravaran las tensiones entre católicos y protestantes. Su condición de protestante converso a la fe le hacía particularmente odioso a la facción protestante. Tuvo que pasar a la clandestinidad, pero fue detenido en 1631 con lujo de violencia y llevado al castillo de Mainberg, donde fue torturado para que renegara del catolicismo. Después lo llevaron al río y fue sometido a terribles tormentos. Un testigo afirma: 

El Padre Wagner fue sacado de Mainberg y llevado al río del Meno y con un martillo le machacaron los brazos. Le atravesaron con cuchillos los pies y le cortaron la lengua desde la raíz. Horas después de esas torturas junto al río, recibió un tiro  de arcabuz en la pierna derecha que lo dejó maltrecho y luego un soldado lo traspaso con su sable

Su cadáver fue despojado de la sotana que llevaba puesta para que no fuera reconocido y arrojado al río. Cuando lo encontraron lo enterraron en la parroquia de Heidenfeld.